# Joey Oosterveld
Joey Oosterveld (* 23. März 1989 in Amsterdam) ist ein niederländischer Eishockeyspieler, der seit 2016 bei Hijs Hokij Den Haag in der belgisch-niederländischen BeNe League unter Vertrag steht.

## Karriere

### Clubs
Joey Oosterveld begann seine Karriere als Eishockeyspieler bei den Amstel Tijgers Amsterdam in seiner Geburtsstadt. Bereits als 17-Jähriger debütierte er in der Ehrendivision. 2007 wurde er mit dem Klub niederländischer Pokalsieger. Nachdem sich der Hauptstadtklub 2010 in die zweitklassige Eerste divisie zurückgezogen hatte, spielte er ein weiteres Jahr sort, kam aber auch zu Einsätzen bei dem Ehrendivisionisten Zoetermeer Panters. Von 2011 bis 2013 stand er beim neuen Amsterdamer Profiklub Amsterdam G’s (in der Spielzeit 2011/12 noch „Amsterdam Capitals“ genannt) auf dem Eis. Nachdem auch diese sich aus finanziellen Gründen der Ehrendivision zurückzogen, wechselte er zu den Heerenveen Flyers nach Friesland. 2015 kehrte er zu den Amstel Tijgers zurück und spielte eine Spielzeit in der neugegründeten belgisch-niederländischen BeNe League. 2016 schloss er sich dem Ligakonkurrenten Hijs Hokij Den Haag an. 2018 gewann er mit seiner Mannschaft die BeNe League, den niederländischen Meistertitel und den niederländischen Pokalwettbewerb.

### International
Oosterveld nahm mit der niederländischen Mannschaft bei den U18-Weltmeisterschaften 2007 sowie bei den U20-Weltmeisterschaften 2008 und 2009 jeweils in der Division II teil.
Mit der Herren-Nationalmannschaft seines Landes nahm er erstmals an der Weltmeisterschaft 2014 in der Division I teil. Nachdem die Oranjes 2015 ohne Oosterveld abgestiegen waren, spielte er 2016 in der Division II, wobei der sofortige Wiederaufstieg in die Division I gelang. Anschließend spielte er 2017 in der Division I. Die Niederländer mussten aber erneut absteigen, so dass Oosterveld 2018 erneut in der Division II spielte und erneut aufstieg. Folgerichtig spielte er bei den Weltmeisterschaften 2019 und 2023 erneut in der Division I. Zudem vertrat er seine Farben bei den Qualifikationsturnieren für die Olympischen Winterspiele in Pyeongchang 2018, in Peking 2022 und in Mailand 2026.

## Erfolge und Auszeichnungen
- 2007 Niederländischer Pokalsieger mit den Amstel Tijgers Amsterdam
- 2018 Gewinn der BeNe League mit Hijs Hokij Den Haag
- 2018 Niederländischer Meister und Pokalsieger mit Hijs Hokij Den Haag

### International
- 2007 Aufstieg in die Division I bei der U18-Weltmeisterschaft der Division II, Gruppe A
- 2016 Aufstieg in die Division I, Gruppe B, bei der Weltmeisterschaft der Division II, Gruppe A
- 2018 Aufstieg in die Division I, Gruppe B, bei der Weltmeisterschaft der Division II, Gruppe A

## Statistik
(Stand: Ende der Spielzeit 2023/24)